# Дефиниција
Дефиниција (лат. definitus - одређен, разговетан, јасан) представља одређивање једног појма по његовим својствима да буде јасан и разговетан; разговетно тумачење.Како сваки појам има свој садржај и обим то постоје две логичко-методолошке радње којима се та два елемента утврђују: дефиниција и деоба /или дивизија/. Јасност једног појма последица је сазнања, односно утврђивања обима једног појма. Дефиницијом се утврђује разговетност појма а дивизијом јасност појма. Појам је одређен кад нам је разговетан садржај, или битно својство које му припада а подељен, /поступком деобе или дивизије/ кад су нам јасни чланови једне деобене целине.
Definitio fiat per genus proximum et diferentiam specificam
- Дефиниција се изриче најближим родним појмом и појединачним разликама (према другим појмовима који такође спадају под исти родни појам);
- Важно је правило: definitio ne sit negans - дефиниција нека не буде одрична (не треба одређивати шта неки појам није него шта јесте)
- Дефиниција математичког појма - одређивање (утврђивање) смисла, садржаја математичког појма. 
  - При овоме утврђивање смисла (суштине) појма може да се спроведе на разне начине:

  1. генетички - кад се указује начин образовања датог појма;
  2. свођењем датог појма на појмове који су већ познати - најчешће помоћу појмова врсте и вида, тј. критеријумом врсте и разликом у виду;
  3. аксиоматски - кад се појам одређује имплицитно у аксиомама (на пример, Тачка, Права, Раван).

  - Примери дефиниција математичког појма:

  1. Сфером (тродимензионалног Еуклидовог простора) се назива површ која настаје обртањем круга око његовог пречника (ово је генетичка дефиниција. појма сфере). Али се сфера може дефинисати помоћу појма геометријског места тачака у простору или аналитички.
  2. Логаритам броја {\displaystyle N>0} за основу {\displaystyle a>0,a\not =1} се може дефинисати као решење експоненцијалне функције {\displaystyle a^{x}=N\,}, што се пише: {\displaystyle x=log_{a}N\,}, а може се дефинисати и као неко непрекидно решење функционалне једначине